# Kingsley Wood
Howard Kingsley Wood (19 août 1881 - 21 septembre 1943) est un homme politique conservateur. Fils d'un pasteur méthodiste, il devient avocat où il se spécialise avec succès dans le domaine de l'assurance. Il devient ensuite membre du London County Council puis membre du parlement britannique.

## Biographie
Wood est d'abord secrétaire d'État de la santé de Neville Chamberlain avec qui, il établit une forte relation. Son premier poste de ministre est celui de ministre des postes. Il transforme fortement ce secteur passant d'une administration bureaucratique à une entreprise. Secrétaire d'État à l'air, le 24 aout 1939, au lendemain de l’annonce du pacte Ribbentrop-Molotov, le conseil des ministres a convoqué une séance urgente du parlement Wood, devenu Ministre des Affaires étrangères, a ouvertement parlé de la nécessité de se préparer à la guerre. Ensuite dans les mois précédents la seconde guerre mondiale, il lancera un vaste programme de production d'avions qui permet à son pays d'avoir au début de la guerre autant d'avions de combat que les Allemands. Quand Winston Churchill devient premier ministre en 1940, Wood devient Chancelier de l'échiquier. Il adopte alors les politiques préconisées par  John Maynard Keynes et change en conséquence le rôle du Trésor qui passe de la simple gestion des recettes et des dépenses à la direction de l'économie du pays.
Une des dernières innovations de Wood est la création du Pay-as-you-earn tax, où l'impôt sur le revenu est déduit directement du salaire. Un système toujours en vigueur au Royaume-Uni. Tragiquement, en 1943 Wood meurt soudain en mandat, avant de l'annoncer dans son budget.